# Aleksandar Dragović
Aleksandar Dragović (* 6. března 1991, Vídeň, Rakousko) je rakouský fotbalový obránce a reprezentant se srbskými kořeny, od května 2021 hráč bělehradského klubu FK Crvena zvezda.

## Život
Dragović se narodil ve Vídni srbským rodičům pocházejícím z Grocky (čtvrť hlavního města Srbska Bělehradu). Je fanouškem fotbalového klubu Crvena zvezda Bělehrad. Čekal na reprezentační pozvánku od Srbské fotbalové asociace, ale ta nepřišla a tak přijal nabídku reprezentovat Rakousko, nejprve v mládežnických výběrech.

## Klubová kariéra
Svou fotbalovou kariéru zahájil v mládežnických týmech Austrie Vídeň a v roce 2007 už hrál za rezervní tým. O rok později se zařadil do A-týmu a záhy se stal důležitým hráčem. V dresu klubu vyhrál v sezóně 2008/09 rakouský fotbalový pohár.
1. února 2011 přestoupil do švýcarského klubu FC Basilej, kde podepsal smlouvu do června 2015. Zde následovaly další úspěšné sezóny korunované ziskem ligových titulů a jednoho prvenství ve švýcarském fotbalovém poháru.
V červenci 2013 jej koupil za cca 9 milionů eur ukrajinský klub FK Dynamo Kyjev, čímž se Dragović stal nejdražším rakouským fotbalistou (překonal přestup Marca Janka do FC Twente z června 2010).
V srpnu 2016 přestoupil do Německa do klubu Bayer 04 Leverkusen, kde podepsal kontrakt na 5 let.

## Reprezentační kariéra

### Mládežnické reprezentace
Dragović působil v některých mládežnických reprezentacích Rakouska (U17, U19).

### A-mužstvo
V A-mužstvu Rakouska debutoval pod trenérem Dietmarem Constantinim 6. června 2009 v kvalifikačním utkání shodou okolností proti domácímu Srbsku. Nastoupil v základní sestavě, utkání skončilo porážkou Rakouska 0:1.